# Dieter Freise
Dieter Freise (* 18. Februar 1945 in Heidelberg; † 5. April 2018 ebenda) war ein deutscher Hockeyspieler und Olympiasieger.

## Karriere
Dieter Freise war ein Sohn des Hockeyspielers Günther Freise. Er spielte wie sein Vater beim HC Heidelberg. Der Außenverteidiger wurde 1971 Deutscher Meister im Hallenhockey. 1969 debütierte er in der deutschen Hockeynationalmannschaft. 1970 gewann er bei der ersten Europameisterschaft den Titel. Bei der ersten Feldhockey-Weltmeisterschaft, die 1971 in Pakistan stattfand, belegte Freise mit der deutschen Mannschaft den fünften Platz. Bei den Olympischen Spielen 1972 in München stieg Freise in die Weltklasse auf, mit ihm gewann die deutsche Mannschaft im olympischen Finale gegen den Weltmeister aus Pakistan mit 1:0.
Bei der Weltmeisterschaft 1975 gewann die deutsche Mannschaft mit Freise Bronze. Eher enttäuschend verliefen die Olympischen Spiele 1976, die deutsche Mannschaft belegte nur den fünften Platz. Im Februar 1977 verabschiedete er sich nach 86 (73 im Feld und 13 in der Halle) Länderspielen zusammen mit Fritz Schmidt, Michael Krause und Wolfgang Rott aus der deutschen Nationalmannschaft. Freise gewann zwei Deutsche Meistertitel mit dem HC Heidelberg, für den er bis 1986 in der Bundesliga aktiv war: 1971 in der Halle und 1982 auf dem Feld.
Für den Gewinn der Goldmedaille bei den Olympischen Spielen 1972 in München erhielt er am 25. Mai 1973 zusammen mit der deutschen Hockey-Nationalmannschaft das Silberne Lorbeerblatt. 1976 beendete Freise seine internationale Karriere, um die Zahnarztpraxis seiner Eltern zu übernehmen, die er bis zu seiner Pensionierung 2009 führte. Dennoch spielte er noch weitere zehn Jahre in der Bundesliga für seinen Verein. Danach war er viele Jahre als Jugendtrainer beim HC Heidelberg tätig. Mit der weiblichen B-Jugend des HC Heidelberg wurde er 2003 Dritter bei den Deutschen Meisterschaften. Danach beendete er seine Trainerlaufbahn.
Dieter Freise starb am 5. April 2018 und wurde auf dem Bergfriedhof Heidelberg beigesetzt.